# Колозимо, Кьяра
Кьяра Колозимо (итал. Chiara Colosimo; род. 2 июня 1986, Рим) — итальянский политик, член партии «Братья Италии».

## Биография
Родилась 2 июня 1986 года в Риме, росла в квартале Бальдуина. Училась на политологическом факультете Свободного международного университета общественных наук имени Гвидо Карли, но не завершила курс.
В школьные годы заинтересовалась политикой, вступила в молодёжную организацию Национального альянса «Студенческое действие». Вела партийную работу в бедном римском квартале Гарбателла, в 2008 году возглавила местную молодёжную организацию, позднее — региональное отделение молодёжной организации Народа свободы Молодая Италия в Лацио. В 2010 году избрана депутатом регионального совета Лацио. В 2012 году вышла из «Народа свободы» и вступила в отколовшуюся от него новую партию — Братья Италии.
25 сентября 2022 года состоялись досрочные парламентские выборы, по итогам которых Колозимо победила с результатом 54,5 % в 3-м одномандатном избирательном округе Лацио (город Латина).